# Ngộ độc fluoride
Ngộ độc fluoride là tình trạng có nồng độ ion fluoride trong cơ thể tăng cao. Mặc dù muối fluoride là an toàn cho sức khỏe răng miệng ở nồng độ thấp, nhưng việc tiêu thụ liên tục một lượng lớn muối fluoride hòa tan là nguy hiểm. Đề cập đến một loại muối thông thường là fluoride, natri fluoride (NaF), liều gây chết người đối với hầu hết người trưởng thành ước tính khoảng 5 đến 10g (tương đương với 32 đến 64 mg/kg flo nguyên tố/kg trọng lượng cơ thể). Nuốt phải fluoride có thể gây khó chịu đối với đường tiêu hóa với liều thấp hơn ít nhất 15 đến 20 lần (0,2-0,3 mg/kg hoặc 10–15 mg cho người 50 kg) so với liều gây chết người. Mặc dù nó rất hữu ích cho sức khỏe răng miệng với liều lượng thấp, nhưng việc tiếp xúc lâu dài với fluoride với liều lượng lớn cản trở sự hình thành xương. Theo cách này, các ví dụ phổ biến nhất về ngộ độc fluoride phát sinh từ việc dùng nước ngầm giàu fluoride bất thường.

## Mức đề xuất
Để có sức khỏe răng miệng tối ưu, Tổ chức Y tế Thế giới khuyến nghị mức độ fluoride từ 0,5 đến 1,0 mg/L (miligam mỗi lít), tùy thuộc vào khí hậu. Việc ngộ độc fluoride có thể xảy ra khi nồng độ fluoride cao hơn liều khuyến cáo này. Kể từ năm 2015, Bộ Y tế và Dịch vụ Nhân sinh Hoa Kỳ khuyến nghị tối đa 0,7 miligam fluoride mỗi lít nước - cập nhật và thay thế phạm vi khuyến nghị trước đó là 0,7 đến 1,2 miligam được ban hành vào năm 1962. Mức khuyến nghị mới nhằm giảm sự xuất hiện của ngộ độc fluoride trong khi duy trì việc fluoride hóa nước tiêu dùng.